# こなみ詔子
こなみ 詔子（こなみ しょうこ、8月24日 - ）は、日本の漫画家である。

## 作品リスト

### 連載中
- 青空★ハイツ
  - 月刊まんがタイムジャンボ（芳文社、不定期）
- 青天ゴールドフィッシュ
  - 隔月刊ルチル（幻冬舎、不定期、既刊1巻）
- 夜の指定席
  - 季刊小説ウィングス（新書館、映画エッセイ、不定期）

### 過去の作品
- 秋田書店
  - シノビライフ（全13巻）
  - シカバネ★チェリー（全3巻、月刊プリンセス２０１２年8月号（7月6日）～2016年10月号(９月６日)）

- 角川書店
  - ぼくたち男の子（全6巻、新装版全3巻）
  - 湯の花つばめ（全4巻）
  - 嵐を呼ぶ男（全4巻）
  - カマキリ
  - 地平線の星
  - 鈍色幻視行（全3巻）

- 集英社
  - 彼クラ!
  - ケンジ。
  - KAMUI-神已-（全2巻、文庫版あり）
  - おかあさんは刑事（全2巻）
  - あねさんは委員長（全5巻、新装版あり）

- 新書館
  - Anghel blood [アンヘルブラッド]（全8巻）
  - コインロッカーのネジ。（全5巻、文庫版あり）
  - 新・あねさんは委員長（全5巻）
  - ひみつの桃次郎

- その他
  - タイルの水（スタジオ・シップ）
  - 深海少年（大都社）
  - フツーの恋愛（白泉社）
  - 痣使い（講談社）

### アンソロジー
- 東日本大震災チャリティー漫画本 PARTY! HANA[注 1][1]（2011年8月5日発売[2]、メディアパル、ISBN 978-4-89610-201-7）
  - 執事喫茶はじめました[3]
- 弱虫ペダル 公式アンソロジー 放課後ペダル3（2015年8月7日発売、秋田書店、ISBN 978-4-25321-377-6）
  - 大仏はフローラル系

### 表紙イラスト
- ロマンス小説の七日間（著：三浦しをん、角川書店）